# Letheobia wittei
Rhinotyphlops wittei là một loài rắn trong họ Typhlopidae. Loài này được Roux-Estève mô tả khoa học đầu tiên năm 1974.